# Johann Jakob Hug
Johann Jakob Hug (* 23. Januar 1801 in Basel; † 6. März 1849 in Liestal) war ein Schweizer Jurist und Politiker. Er gehörte zu den politischen Gründungsvätern des Kantons Basel-Landschaft.

## Leben
Nach dem Besuch der Schule in Basel studierte Johann Jakob Hug in Basel, Tübingen und Heidelberg Rechtswissenschaften. 1822 wurde er Mitglied des Corps Helvetia Tübingen und 1824 des Corps Helvetia Heidelberg.
Nach Abschluss des Studiums mit der Promotion zum Dr. iur. war er zunächst als Kriminalrichter in Basel tätig. Von 1829 bis 1831 war Statthalter des Bezirks Waldenburg und trat hier 1831 für die rechtliche Gleichstellung der Landbürger gegenüber den baselstädtischen Aristokraten ein, wofür er des Amtes enthoben und mit Gefängnisstrafe belegt wurde. Nachdem er 1832an der Verfassung des Halbkantons Basel-Landschaft mitgewirkt hatte, war er von 1832 bis 1838 erster Landschreiber des neuen Kantons. Von 1832 bis 1840 und von 1841 bis 1849 gehörte er dem Landrat des Kantons Basel-Landschaft als Abgeordneter an. In den Jahren 1838 bis 1839 war er dessen Präsident. In den Jahren 1836, 1838, 1839 und 1845 war er Gesandter zur Schweizer Tagsatzung, die den Kanton Basel-Landschaft 1833 anerkannt hatte. Nach 1838 war Hug als Advokat und Notar in Liestal tätig. Er gehörte dem Kriminalgericht an, dem er mehrmals als Präsident vorstand. Sein politisches Engagement galt insbesondere den politischen Flüchtlingen aus Süddeutschland.